# Gonnosuke Musō
Gonnosuke Musō (夢想權之助勝吉, Musō Gonnosuke Katsuyoshi) est un samouraï japonais du XVIIe siècle, fondateur de l'école koryu de jo-jutsu Shintō Musō-ryū. Il est connu pour son duel avec Musashi Miyamoto.
Selon la tradition, Gonnosuke affronta en effet en duel le meilleur escrimeur japonais, Musashi Miyamoto. Gonnosuke était armé d'un jintachi et Musashi de son daisho (ensemble de deux sabres : un long et un court). Musashi aurait vaincu Gonnosuke en bloquant une attaque de ce dernier avec sa célèbre technique jujidome (blocage en croix).
Après cette défaite, Gonosuke se serait exilé pendant trente-sept jours sur le mont Hōman pour y méditer lorsque, une nuit, une vision d'un adolescent en rêve lui apporta la solution en lui indiquant de frapper au plexus solaire : « Trouve le plexus solaire avec un bâton rond. »
Gonnosuke créa donc une nouvelle arme : le jō (environ 1,28 m), un bâton plus court que le bô (environ 1,80 m) qui réunissait à la fois les techniques d'estoc du yari (lance), les balayages de la naginata (hallebarde japonaise) et les frappes du bō (bâton).
Gonnosuke se rendit une seconde fois vers Musashi et, dans le duel qui s'ensuivit, le jō l'emporta sur les sabres — le jujidome de Musashi ayant été contré par le jō de Gonnosuke.
Par la suite, Gonnosuke codifia soixante-quatre techniques de base en jo-jutsu, fondant ainsi l'école Shintō Musō-ryū.